# Władimir Samsonow (reżyser)
Władimir Anatoliewicz Samsonow  (ros. Владимир Анатольевич Самсонов; ur. 11 sierpnia 1936, zm. 20 lutego 2024) – radziecki reżyser filmów animowanych. 

## Życiorys
W 1968 roku ukończył WGIK (warsztat Iwana Iwanowa-Wano) z dyplomem reżysera. Od 1967 roku był asystentem reżysera w wytwórni filmowej Sojuzmultfilm. Jako reżyser zadebiutował w 1971 roku. W latach 1975–95 w studiu Multtelefilm Ekran. Reżyser filmów rysunkowych oraz malarskiej animacji. Członek ASIFA.

## Wybrana filmografia
- 1973: Piotruś i Reks (Мы с Джеком)
- 1979: Очень синяя борода
- 1984: Żar-ptak (Жар-птица)

## Nagrody
- 1979: Очень синяя борода – nagroda na Międzynarodowym Festiwalu Filmowym w Bilbao (Hiszpania), 1981.